# Ancyrocephalus parvus
Ancyrocephalus parvus är en plattmaskart. Ancyrocephalus parvus ingår i släktet Ancyrocephalus och familjen Dactylogyridae. Inga underarter finns listade i Catalogue of Life.